# Elasmobranchii
Los elasmobranquios (Elasmobranchii) (ἔλασμα/élasma significa 'placa (de metal)' en griego) conforman una subclase dentro de los peces cartilaginosos o condrictios (clase Chondrichthyes). Comprende, entre otros, los tiburones (superorden Selachimorpha) y las rayas (superorden Batoidea). 
El esqueleto de estos peces está formado por cartílago y el cuerpo se halla recubierto de dentículos dérmicos que le dan un tacto muy áspero, que en la antigüedad se usaba como papel de lija.

## Anatomía
Los miembros de esta subclase se distinguen (además de su esqueleto cartilaginoso) por poseer generalmente cinco pares de sacos branquiales que se abren por orificios separados, un corazón con un bulbo aórtico contráctil provisto de varias hileras de válvulas y un intestino recorrido por un pliegue en espiral. Carecen de vejiga natatoria. Su boca es ventral; armada en el caso de los tiburones por numerosas hileras de dientes. Las escamas de estas criaturas son placoides y homólogas a los dientes.

## Clasificación
Se distinguen dos formas básicas y bien diferenciadas entre sí, que se corresponden con los dos superórdenes:
- Selacimorfos (Selachimorpha). Cuerpo es generalmente fusiforme y con las aberturas branquiales laterales (pleurotremos o pleurotremados), como los tiburones. Comprende  ocho órdenes:
  - Orden Hexanquiformes
  - Orden Squaliformes
  - Orden Pristiophoriformes
  - Orden Squatiniformes
  - Orden Heterodontiformes
  - Orden Orectolobiformes
  - Orden Carcharhiniformes
  - Orden Lamniformes

- Batoideos (Batoidea o Rajomorphii). Cuerpo predominantemente aplanado y con las aberturas branquiales en la cara ventral del cuerpo (hipotremos o hipotremados), como las rayas y el pez sierra. Comprende cuatro órdenes:
  - Orden Rajiformes - Rayas verdaderas.
  - Orden Pristiformes - Peces sierra.
  - Orden Torpediniformes - Rayas eléctricas.
  - Orden Myliobatiformes - Rayas de aguijón.